# 염광호
염광호(廉光鎬, 1985년 12월 24일 ~ )는 대한민국의 배우이다.

## 경력
- 대한민국 육군 소위
- 대한민국 예비역 육군 대위
- 제20대 국회의원선거 새누리당 인천서구을 황우여후보 선거대책위원회 특별보좌관
- 제19대 대통령선거 자유한국당 홍준표후보 중앙선거대책위원회 청년본부 위원
- 자유한국당 정치대학원 19기 교육과정 수료
- 국회 제4차산업혁명포럼 특별회원
- 민주평화통일자문회의 자문위원
- 제20대 대통령선거 국민의힘 윤석열후보 선거대책본부 직능총괄본부 문화예술특보
- 제22대 국회의원선거 예비 후보
- 법무부 보호관찰위원
- 국민의힘 중앙연수원 부원장
- APEC성공개최추진위원회 위원
- 대한민국 합동참모본부 정책자문위원
- 제21대 대통령선거 국민의힘 김문수후보 정책총괄본부 자문
- 제21대 대통령선거 국민의힘 김문수후보 홍보특보
- 제21대 대통령선거 국민의힘 김문수후보 중앙선거대책위원회 직능총괄본부 제5본부 대한민국아카데미시상식설립특별위원장

## 작품

### 영화
- 2015년 독도의 영웅 - 정원도 역
- 2017년 파파 오랑후탄 - 박철현 역[2]

### 방송
- 2016년 채널A 서민갑부
- 2018년 JTBC 서울 평양 - 두 도시 이야기[3]

### 도서
- 2015년 22세 국회의원 28세 당대표 31세 장관
- 2019년 당신이 바로 지금 행복해지는 방법[4]
- 2020년 상처입은 조개가 진주를 만든다
- 2021년 염광호의 빛나는 그래리튜드(영혼에서 피어나는 가장 아름다운 꽃, 감사에 대한 이야기)[5]
- 2022년 언어의 결(언어의 결이 삶의 결을 결정한다)
- 2023년 승리의 계절
- 2024년 답례(삭월세에서 전세로 옮겨주셔서 감사합니다)

### 앨범
- 2016년 당신이 날 얼마나 사랑하는지 느낄수 있어요
- 2024년 절대 긍정 절대 감사